# Jihad
Jihad (arabiska الجهاد (ǧihād), "strävan" eller "kamp"; ytterst från jahada (ǧhd), "att anstränga sig"; "guds högsta strävan") är för muslimer en handling för islams sak, men vilket främst har kommit att åsyfta krigshandlingar eller väpnat försvar av islamiskt territorium.
Inom islam innebär jihad framförallt självrannsakan och striden mot frestelsen och det förbjudna, med strävan efter att vara så rättfärdig som möjligt och följa religionen.
Jihad är även en strid mot islams fiender. Till jihad räknas varje krig med icke-islamiska trosbekännare, även om anledningen varit av uteslutande politisk och inte av religiös art. Striden mot icke-muslimer påbjuds uttryckligen på flera ställen i Koranen och betraktas därför som en religiös plikt. Var och en som dödas i striden för islams sak betraktas som martyr (shahid) och anses därför säker om en plats i paradiset. I västvärlden är "heligt krig" ofta använt som beteckning för jihad. Den som utför jihad kallas mujahid (plural mujaheddin). 
Inom det vänsterländska sammanhanget, Jihadism är en våldsam inriktning inom islam som bygger på väpnad kamp i form av heligt krig (jihad) för att införa islamistiskt styre. Jihadistgrupper är särskilt knutna till salafism inom sunniislam enligt en del västerländska forskare och inriktningen omtalas ofta som salafistisk jihadism.
Muslimer anser att heligt krig är en felaktig översättning av jihad då dessa ord inte är synonyma med varandra.

## Lilla och stora jihad
Med stöd i uttalanden av profeten Muhammed talar många muslimer idag om två olika typer av jihad: jihad akbar ("stora jihad") och jihad asghar ("lilla jihad"). Jihad akbar är kampen mot sina inre onda böjelser och begär och är strävan till att bli en god muslim som hjälper och gör gott och lever i fred och harmoni. Jihad asghar är kampen mot det orättvisa (enligt islam) och oacceptabla i samhället eller nationen, vilket kan vara alltifrån förtryck till rätten att utöva sin religion. Jihad asghar är vidare uppdelad i jihad av pennan/tungan (debatt eller övertalning) och jihad av svärdet. Enligt tradition kan jihad asghar som en sista utväg gå över till ett "försvarskrig", men endast när alla andra försök till fredlig lösning misslyckats. 
Imam Ali berättade i en hadith att profeten Muhammed sa att den större jihaden är jihaden mot sig själv/ego.

## Delade åsikter angående "försvarskrig"
Enligt tradition kan jihad asghar som sista utväg som sagt gå över till ett försvarskrig, när alla andra försök till fredlig lösning har misslyckats. Definitionen och praxis av försvarskrig råder det dock delade meningar om. Det är dock tydligt i Koranen att anfallskrig inte är tillåtet om det inte först föregås av ett försvarskrig, och att kvinnor, barn samt gamla (civila) skall skonas. Med "skonas" innebär att de inte får dödas: det är däremot legitimt enligt islamisk rätt att ta dem som slavar. 
Den övervägande allmänna uppfattningen bland moderna muslimer är profeten Muhammeds uttalande om att ett "försvarskrig" endast ska ses som den sista utvägen, då alla andra alternativ till fredlig lösning misslyckas. Enligt den muslimska rättstraditionen (fiqh) ska jihad som angreppskrig i självförsvar vid krigssituationer, i princip endast kunna utlysas av kalifen (en befattningshavare som avskaffades i samband med den siste osmanske kalifens avsättande 1924) eller genom ett samlat beslut inom hela skaran islamiska trosbekännare (umma)
En del teologer samt mer fundamentalistiska muslimer anser dock att försvarskrig även räknas i alla krig mot icke-islamiska trosbekännare, även om anledningen varit av uteslutande politisk och icke av religiös art. Exempelvis har vissa radikala militanta islamistiska organisationer som Al-Qaida exempelvis utlyst "jihad" mot USA och Israel.
Enligt traditionell trosuppfattning förväntas muslimer sprida sharia och islams överhöghet genom ständig jihad mot dar al-harb (icke muslimskt territorium), med vilken dar al-Islam (den muslimska världen) per definition alltid befinner sig i ett tillstånd av krig med. Det första stadiet av detta krig är dawah (fredlig mission genom övertalning); det andra steget är direkt krigföring genom våld tills motståndaren underkastar sig och blir dhimmi.
De flesta moderna teologer och muslimskt lärda är ense om att de flesta uppmanande koranverser om "försvarskrig" uppenbarades under krigstider, då flera fientliga strömningar bildats mot muslimerna främst av judiska stammar som gått ihop med meckanerna, vars fientliga inställning till muslimer fick dessa att utvandra från Mecka till Medina år 622, den muslimska hijran.